# Rotherham United Football Club
Maillots
Actualités
Le Rotherham United Football Club est un club de football anglais fondé en 1925. Le club, basé à Rotherham, évolue depuis la saison 2024-2025 en League One (D3) (troisième division anglaise).

## Repères historiques
- 1925 : fusion de Rotherham County et Rotherham Town pour fonder le Rotherham United Football Club
- 2014 : le club rejoint le Championship (Division 2)

### Ascenseur entre la Championship et la League One (2017-présent)
- 2017 : le club est relégué du Championship
- 2018 : le club est promu en Championship
- 2019 : le club est relégué du Championship
- 2020 : le club est promu en Championship
- 2021 : le club est relégué du Championship
- 2022 : le club est promu en Championship

Le 30 avril 2023, la malédiction s'arrête après une victoire obtenue contre Middlesbrough, permettant à Rotherham de se maintenir en Championship pour la saison suivante
A l'issue de la saison 2023-24, le club est relégué du Championship.

## Palmarès
| Championnats nationaux | Coupes nationales |
| - Championnat d'Angleterre de deuxième division (0) : - Meilleur classement : 15e en 2003. - Championnat d'Angleterre de troisième division (1) : - Champion : 1951 (Nord) et 1981. - Vice-champion : 1947 (Nord), 1948 (Nord) et 2001. - Vainqueur des play-offs : 2014. - Championnat d'Angleterre de quatrième division (1) : - Champion : 1989. - Vice-champion : 1992, 2000 et 2013. - Vainqueur des play-offs : 1975. | - Coupe d'Angleterre (0) : - Meilleur parcours : 1/8e de finale en 1953 et 1968. - Coupe de la Ligue (0) : - Finaliste : 1961. - Football League Trophy (1) : - Vainqueur : 2022. - Finaliste : 1985. |

## Joueurs et personnalités du club

### Entraîneurs
Le tableau suivant présente la liste des entraîneurs du club depuis 1925.
| Rang | Nom             | Période               |
| ---- | --------------- | --------------------- |
| 1    | Billy Heald     | août 1925-mars 1929   |
| 2    | Stan Davies     | mars 1929-mai 1930    |
| 3    | Billy Heald     | août 1930-déc. 1933   |
| 4    | Reg Freeman     | janv. 1934-août 1952  |
| 5    | Andy Smailes    | août 1952-oct. 1958   |
| 6    | Tom Johnston    | nov. 1958-juil. 1962  |
| 7    | Danny Williams  | juil. 1962-févr. 1965 |
| 8    | Jack Mansell    | août 1965-mai 1967    |
| 9    | Tommy Docherty  | nov. 1967-nov. 1968   |
| 10   | Jim McAnearney  | déc. 1968-mai 1973    |
| 11   | Jimmy McGuigan  | mai 1973-nov. 1979    |
| 12   | Ian Porterfield | déc. 1979-juin 1981   |
| 13   | Emlyn Hughes    | juil. 1981-mars 1983  |
| 14   | George Kerr     | mars 1983-mai 1985    |

| Rang | Nom                            | Période               |
| ---- | ------------------------------ | --------------------- |
| 15   | Norman Hunter                  | juin 1985-déc. 1987   |
| 16   | John Breckin (intérim)         | déc. 1987             |
| 17   | Dave Cusack                    | déc. 1987-avr. 1988   |
| 18   | Billy McEwan                   | avr. 1988-janv. 1981  |
| 19   | Phil Henson                    | janv. 1991-sept. 1994 |
| 20   | Archie Gemmill & John McGovern | sept. 1994-juil. 1996 |
| 21   | Danny Bergara                  | août 1996-mai 1997    |
| 22   | Ronnie Moore                   | mai 1997-janv. 2005   |
| 23   | Alan Knill (intérim)           | janv. 2005-avr. 2005  |
| 24   | Mick Harford                   | avr. 2005-déc. 2005   |
| 25   | Alan Knill                     | déc. 2005-mars 2007   |
| 26   | Mark Robins                    | mars 2007-sept. 2009  |
| 27   | Steve Thomber (intérim)        | sept. 2009            |

| Rang | Nom                        | Période              |
| ---- | -------------------------- | -------------------- |
| 28   | Ronnie Moore               | sept. 2009-mars 2011 |
| 29   | Andy Liddell (intérim)     | mars 2011-avr. 2011  |
| 30   | Andy Scott                 | avr. 2011-mars 2012  |
| 31   | Darren Patterson (intérim) | mars 2012-avr. 2012  |
| 32   | Steve Evans                | avr. 2012-oct. 2015  |
| 33   | Eric Black (intérim)       | oct. 2015            |
| 34   | Neil Redfearn              | oct. 2015-fév. 2016  |
| 35   | Neil Warnock               | fév. 2016-mai 2016   |
| 36   | Alan Stubbs                | juin 2016-oct. 2016  |
| 37   | Kenny Jackett              | oct. 2016-nov. 2016  |
| 38   | Paul Warne                 | nov. 2016-           |

### Joueurs emblématiques
- Graham Leggat
- Mark Robins
- Clive Mendonca
- Scott Minto
- Jody Morris